# نیکی کت
نیکی کت (به انگلیسی: Nicky Katt; ۱۱ مهٔ ۱۹۷۰ – ۸ آوریل ۲۰۲۵) بازیگر آمریکایی بود.
از جمله فیلم‌ها یا مجموعه‌های تلویزیونی‌ای که وی در آن‌ها نقش داشته است، می‌توان به زمانی برای کشتن، مقررات درگیری، حومه‌نشین‌ها، پرستار بچه، حومه شهر، پرستار و نایت رایدر ۲۰۱۰ اشاره کرد.